# Mahshahr Airport
Mahshahr Airport är en flygplats i Iran. Den ligger i den centrala delen av landet, 600 km söder om huvudstaden Teheran. Mahshahr Airport ligger 2 meter över havet.
Terrängen runt Mahshahr Airport är mycket platt. Runt Mahshahr Airport är det ganska tätbefolkat, med 62 invånare per kvadratkilometer. Närmaste större samhälle är Bandar-e Mahshahr, 4,4 km öster om Mahshahr Airport. Trakten runt Mahshahr Airport är ofruktbar med lite eller ingen växtlighet.